# Interestatal 238
La Interestatal 238 (abreviada I-238) es una autopista interestatal ubicada en el estado de California. La autopista inicia en el Oeste desde la I 580  , SR 238   en Castro Valley hacia el Este en la I 880     en San Leandro, Nevada. La autopista tiene una longitud de 3,4 km (2.126 mi).

## Mantenimiento
Al igual que las carreteras estatales, las carreteras federales, la Interestatal 238 es administrada y mantenida por el Departamento de Transporte de California por sus siglas en inglés Caltrans.

## Cruces
La Interestatal 238 es atravesada principalmente por la Hesperian Blvd en San Leandro.
| Localidad | Miliario | Salida | Destinos                                                   | Notas                      |
| --- | -------- | ------ | ---------------------------------------------------------- | -------------------------- |
| Castro Valley | R14.47   | 14     | I 580 (MacArthur Freeway) – Oakland, Stockton              | Salida Sur y entrada Norte |
| Castro Valley | R14.47   |        | SR 238 – Hayward                                           | Salida Sur y entrada Norte |
| Ashland | 14.95    | 15     | SR 185 (Mission Boulevard, East 14th Street)               |                            |
| San Leandro | 16.28    | 16B    | Hesperian Boulevard – San Lorenzo                          | Salida Norte y entrada Sur |
| San Leandro | 16.70    | 16A    | I 880 sur (Nimitz Freeway) – San José, Puente de San Mateo | Salida Norte y entrada Sur |
| San Leandro | 16.70    | 17A    | Washington Avenue                                          | Salida Norte y entrada Sur |
| San Leandro | 16.70    | 17B    | I 880 norte (Nimitz Freeway) – Oakland                     | Salida Norte y entrada Sur |
| 1.000 mi = 1.609 km; 1.000 km = 0.621 mi Cerrada/Antigua • Terminal concurrente • Acceso incompleto • Propuesta/Sin abrir |          |        |                                                            |                            |